# Casa Mavrocordat

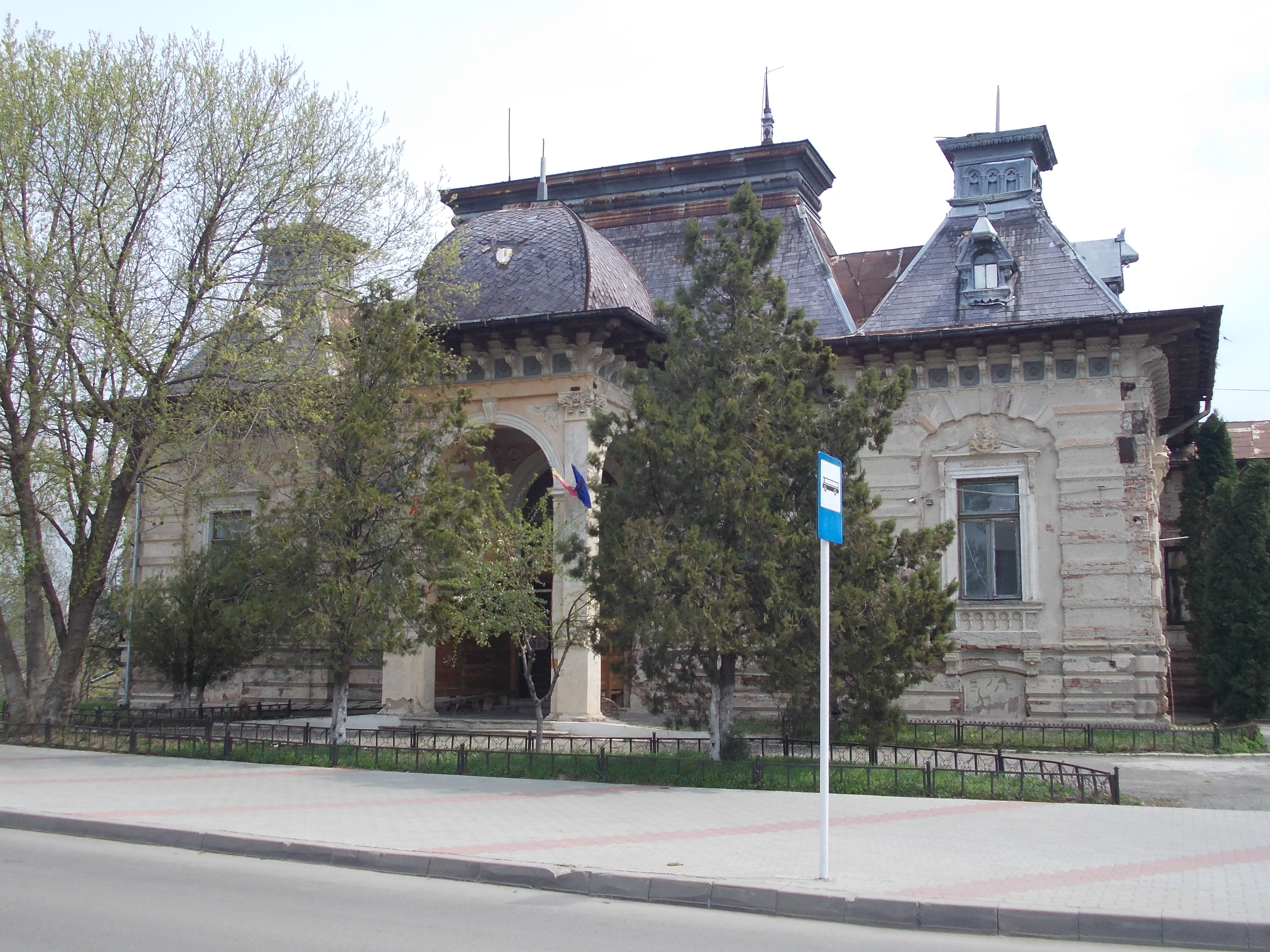
Palatul Mavrocordat înainte de renovare

Casa Mavrocordat (sau Palatul Copiilor) este o clădire istorică din municipiul Vaslui. Clădirea care a purtat la început numele voievodului Constantin Mavrocordat a fost construită între anii 1883 si 1892 de către Gheorghe Mavrocordat, iar în perioada interbelică a fost cumpărată de mareșalul Constantin Prezan. În anul 1930, clădirea a fost donată armatei, iar după Revoluția din 1989, Ministerul Apărării Naționale a donat edificiul Ministerului Învățământului.

## Istoric
Istoria Casei Mavrocordat (Palatul Mavrocordat) începe în anul 1883, când Gheorghe Mavrocordat, descendent a șapte generații pe linie bărbătească a medicului și filosofului Alexandru Mavrocordat (1641-1709), a cumpărat, de la clironomii Elenei Șubin (soția colonelului rus Pavel Alexe Șubin și sora domnitorului Grigore Alexandru Ghica) moșia târgului Vaslui, cu suma de 1.225.000 lei. Astfel, în același an, Gheorghe, văduvul Irenei, născută baroneasă de Sina care moștenise milioane de guldeni de la tatăl ei (renumitul bancher Simeon baron de Sina din Viena) a început împreună cu a doua sa nevastă Vera (tot Mavrocordat) construcția acestei clădiri, iar în 1892 a fost finalizată. Gheorghe a denumit palatul după domnitorul Constantin Mavrocordat. Familia Mavrocordat, a fost o familie fanariotă cu rădăcini adânci în Imperiul Roman de Răsărit și care a dat principatelor romane șase voievozi.
În 1934, Ministerul Apărării Naționale a hotărât cumpărarea unui imobil pentru instalarea Cercului Militar al Garnizoanei Vaslui. În acest context, George Mavrocordat (ca procurator al mamei sale (vitrege), Vera Mavrocordat – care locuia atunci la Nisa) a trimis o scrisoare-ofertă de vânzare a palatului către acest minister, vânzându-l în cele din urmă pe 1.500.000 lei. La 27 mai 1935 în imobilul cumpărat a avut loc inaugurarea Cercului Militar «Constantin Prezan» al ofițerilor din garnizoana Vaslui. Cumpărarea s-a făcut la insistența și cu sprijinul mareșalului Constantin Prezan, cel care și-a amenajat acolo și o cameră pentru locuit.
Incepând cu 1 decembrie 1956, în fosta Casa Mavrocordat, ulterior Cercul Militar, a funcționat și funcționează Palatul Copiilor (Clubul Elevilor), aparținând de Ministerul Educației și Cercetării. La început au funcționat șase cercuri pentru elevi, dar în cei peste 50 de ani de existență instituția și-a diversificat mereu activitatea, ajungând la peste 30 de cercuri, elevii având posibilitatea să se afirme în diferite domenii. Casa Mavrocordat a devenit una dintre cele mai importante instituții ale județului Vaslui, în cadrul său organizându-se peste 30 de cercuri pentru elevi. Cei mici își pot exersa talentele muzicale și literare sau pot deprinde abilități în domenii ca informatică, desenul, coregrafie, dans, folclor, orchestră și altele. Cercul de modelism este campion național, la Vaslui organizându-se anual Festivalul Internațional de Dans al Copiilor. Palatul Copiilor este perceput ca o „Dumbravă minunată” a copiilor. În 1998, în cadrul Festivalului internațional „Micul Prinț” laureatul este un elev vasluian, Ovidiu Botezatu.

## Construcție
Palatul a fost ridicat din cărămidă și zid, dezvoltat pe un subsol parțial și un parter. El iese în evidență prin bogatele decorațiuni: capiteluri corintice, metope din ceramică smălțuită de culoare albastru deschis și altele, specific stilului eclectic, stil la mare căutare în acele vremuri. Pot fi văzute și elemente care aparțin Renașterii italiene, acestea caracterizându-se prin fierul forjat. Accesul se făcea printr-un portic cu turlă. Pe corpurile laterale ale clădirii, erau așezate metope de ipsos, cu decoruri simple și mai mici ca dimensiune. Construcția era formata dintr-un corp central și două aripi laterale, mai mici în măsură și înălțime, în total 68 de metri. Acoperișul edificiului este realizat în patru ape, iar pe principala fațadă, apar patru turle învelite în plăci de ardezie, în timp ce restul acoperișului este format din șarpantă de lemn învelită cu tablă zincată. Compoziția fațadelor ș planul se înscriau cu ușurință în stilul eclectic al sfârșitului secol XIX.
Mavrocordat care era pe atunci proprietarul unei fabrici de cărămidă și țiglă a ridicat actualul edificiu cu materiale de la propria fabrică, pe artera principală a orașului. Casa Mavrocordat era, inițial, înconjurată de un parc dendrologic, plin de arbori ornamentali și pomi fructiferi. Încăperile edificiului erau folosite de familia Mavrocordat în diverse scopuri: salonul cel mare era unul de recepție, dans și concerte, o altă încăpere era folosită pe post de seră, familia avea la dispoziție cinci camere, iar personalul, opt. Camerele principale se remarcau prin sobele de teracotă, semne de opulență pe atunci. Familia Mavrocordat a avut și o impresionantă bibliotecă, cărțile fiind depozitate într-o cameră capitonată cu lemn de nuc. Din păcate, multe dintre exemplarele din această bibliotecă au dispărut.
Casa Mavrocordat a fost declarată, în anul 2004, monument istoric național.